# 1669 в Україні

## Пам'ятні дати та ювілеї
- 725 з часу початку походу київського князя Ігора І Рюриковича на Константинополь та укладення Русько-візантійського мирного договору з імператором Романом I Лакапіном у 944 році за яким руським купцям дозволялось безмитно торгувати в Царгороді за зобов'язання захисту візантійських володінь у Криму;
- 700 років з часу початку другого Балканського походу київського князя Святослава у 969 році.
- 650 років з початку правління Ярослава Мудрого, Великого князя Київської  Русі у 1019 році.
- 575 років з часу у 1094 році:
  - захоплення  Олегом Святославичем з підтримкою половців Чернігова. Він розплатився зі своїми половецькими союзниками, віддавши їм Тмутороканське князівство, яке надалі в літописах не згадується.
- укладення миру Великим князем київським Святополком II Ізяславичем миру з половцями. Він узяв у дружини дочку Тугоркана, хана половецького;
- 525 років з часу у 1144 році:
  - створення Галицького князівства та перенесення князем Володимирком столиці до Галича. У місті спалахнуло повстання проти його правління, яке Володимирко придушив.
  - створення Галицького (Крилоського) Євангелія — однієї з найдавніших книжних пам'яток Київської Русі;
- 500 років з часу захоплення й розорення Києва об'єднаним військом 12 руських князів, очолюваним Андрієм Боголюбським у 1169 році.
- 475 років з часу переходу київського престолу перейшов до Рюрика Ростиславича після смерті Святослава Всеволодовича у 1194 році.;
- 425 років з часу перемоги Данила Галицького біля Мостищ над військом Ростислава Михайловича, претендента на галицький престол у 1244 році.
- 400 років з часу початку правління князя Володимира Васильковича (сина Василька Романовича, брата Данила Галицького) на Волині у 1269 році.
- 225 років з часу надання Магдебурзького права місту Житомиру у 1444 році.
- 200 років з часу надання Магдебурзького права місту Бібрці у 1469 році.
- 100 років з часу у 1569 році:
  - укладення Люблінської унії;
  - надання Магдебурзького права місту Яворову.
- 75 років з часу у 1594 році:
  - початку повстання під проводом Северина Наливайка;
  - вперше за свою історію Військо Запорозьке стало повноправним учасником міжнародної коаліції, уклавши договір із «Священною лігою» щодо спільної боротьби проти Османської імперії;
  - закладення замку у місті Жовква.

- 50 років з часу у 1619 році:
  - виходу «Граматики» Мелетія Смотрицького — першого повного видання церковнослов'янської  мови в українській редакції;
  - заснування Спасо-Преображенського Мгарського монастиря;
  - укладення Роставицької польсько-козацької угоди, за якою реєстр обмежувався трьома тисячами козаків і встановлювалася заборона їх походів до турецьких володінь;
  - першої відомої постановки українських інтермедій у містечку Кам'янка Струмилова на ярмарку;
  - офіційного визнання короля Луцького братства з наданням привілею на будівництво церкви і притулку;
  - морського походу козаків під рукою Якова Бородавки-Нероди на Тягиню.
- 25 років з часу у 1644 році:
  - Охматівської битви в якій Великий коронний гетьман Станіслав Конєцпольський а також князь Ярема Вишневецький розбили переважаючі сили татар Тугай-бея. Рештки втікачів розбив комісар Війська Запорозького Миколай Зацвіліховський біля річки Синюхи (нині Черкаська область);

### Видатних особистостей

#### Померли
- 175 років з дня смерті у 1494 році:
  - Юрія Михайловича Донат-Котермака, український філософ, астроном, уродженець міста Дрогобич, в 1481—1482 роках ректор Болоньського університету, в 1487—1494 роках професор Ягеллонського університету в Кракові, викладач Миколи Коперника;

## Події
- в ході Руїни поділ України на два гетьманства: на Правобережжі гетьманом під османським протекторатом залишився Петро Дорошенко, на Лівобережжі — гетьманом під московським протекторатом проголошено Дем'яна Многогрішного;
- 13 березня — укладення новообраним лівобережним гетьманом Дем'яном Многогрішним україно-московської угоди з московськими послами — Глухівських статей, які обмежували козацьку автономію та не дозволяли Україні самостійної зовнішньої політики.
- березень — Генеральна старшинська рада у Корсуні (в якій взяли участь також представники Лівобережжя, Запоріжжя, колишній гетьман Юрій Хмельницький), підтвердивши пожиттєвий характер гетьманства Петра Дорошенка, схвалила прийняття турецького протекторату, щоправда, відмовилася присягнути султанові, зіславшись на необхідність скликання для цього Чорної ради.
- проти П. Дорошенка спалахують повстання запорожців. П. Дорошенко приймає рішення про турецький протекторат (тобто заступництво), що ставило Україну в залежність від Туреччини. Це викликало невдоволення частини козаків, почалося повстання. Повсталі вибрали гетьманом М. Ханенка. Між прихильниками і противниками П. Дорошенка відбувалися жорстокі бої.
- військо гетьмана Петра Дорошенка завдало поразки силам кошового гетьмана Петра Суховія.
- вересень — замість Петра Суховія від імені частини правобережних полків новим гетьманом Правобережної України на раді під Уманню було проголошено уманського полковника Михайла Ханенка (1669—1674), владу якого визнали Уманський, Паволоцький, Корсунський та Кальницький полки. Він виступав прихильником утвердження козацької республіки під зверхністю польського короля. З цього часу Петро Дорошенко змушений був протягом кількох років вести проти нового підступного супротивника боротьбу, яка виявилася ще запеклішою, ніж із Суховієм. Восени 1669 року Правобережна Україна розкололася на два гетьманати.
- жовтень — колишній гетьман Юрій Хмельницький потрапив до рук татарів і був відісланий до Стамбула.

## Особи

### Призначено, звільнено
- обрання Кошовим отаманом Січі Лукаша Мартиновича.
- призначення Івана Мазепи командиром особистої охорони гетьмана Петра Дорошенка.

### Народились
- Войцех (Адальберт) Ленартович — будівничий (за іншими даними архітектор), що працював в Галичині (помер після 1713 року);
- Григорій Семенович Квітка — український козацький полковник. Полковник Харківського козацького полку (помер 1734 року);
- Ян Томаш Юзефович — львівський католицький священик, автор хроніки Львова в 1624—1700 роках (помер 1728 або 1729 року);
- Ян Станіслав Яблоновський — державний діяч Речі Посполитої, письменник-мораліст, оратор, меценат, Великий хорунжий коронний (1687—1693), волинський (1693—1697) і руський воєвода (1697—1731), староста сьвецький (з 1687), білоцерківський, чигиринський (з 1702), мостиський і бобрецький (помер 1731 року);

### Померли
- 24 серпня — Ян Тарновський — польський шляхтич, королівський секретар, римо-католицький релігійний діяч, Львівський латинський архієпископ (народилась 1584 або 1585 року);
- 28 грудня — Антін (Терлецький) — церковний діяч Руської Унійної Церкви 17 ст., василіянин, архимандрит Дерманського монастиря, з 1664 року єпископ Перемишльський. Автор катехизму та полемічних і обрядових творів, які не збереглися (народилась 1624 року);

- Дарія Дмитрівна Долгорукова  — дружина українського гетьмана Івана Брюховецького (народилась 1639 року);
- Констанція Лещинська — представниця українських магнатських і князівських родів (народилась 1640 року);

## Засновані, створені
- Дем'ян Многогрішний проголосив місто Батурин резиденцією гетьманів Лівобережної України (до 1708 року)
- Костел Святого Антонія (Чернелиця)

## Видання, твори
- трактат «Мир с Богом человеку» (Інокентій Гізель)